# Patrick Teixeira
Patrick Alen Teixeira (Sombrio, 5 de diciembre de 1990) es un boxeador profesional brasileño, campeón mundial de peso superwélter de la Organización Mundial de Boxeo de 2019 a febrero de 2021.

## Vida deportiva
Teixeira se convirtió en profesional en 2009, ganando sus primeras 25 peleas antes de enfrentarse a Curtis Stevens el 7 de mayo de 2016 (en la cartelera de Canelo Álvarez vs. Amir Khan), quien lo detuvo en dos asaltos para ganar el título vacante de peso mediano del Consejo Mundial de Boxeo Continental de las Américas. Anteriormente, el 15 de marzo de 2014, Teixeira derrotó a Ignacio Lucero Fraga por KO en el primer asalto para convertirse en el campeón latino de peso súper welter. Firmó con Golden Boy Promotions en 2015 y se predijo que se convertiría en la mejor oportunidad de Brasil de ganar un título mundial de boxeo. El 1 de septiembre de 2018, Teixeira luchó contra Nathaniel Gallimore. Teixeira ganó por decisión unánime, ganando 78-74 en las tres tarjetas.
El 30 de noviembre de 2019, Teixeira peleó su pelea más grande hasta la fecha, peleando contra Carlos Adames por el título interino de peso superwélter de la OMB. Teixeira ocupaba el puesto número 2 de la OMB, y el número 12 del CMB y la AMB en peso súper welter en ese momento, mientras que su oponente ocupaba el puesto número 1 de la OMB, el número 3 de la FIB, el número 4 de la AMB y el número 5 del WBC en la misma división. Teixeira, a pesar de ser el underdog, logró asegurar una victoria por decisión unánime, anotando 114-113 en dos de las tarjetas y 116-111 en la tercera. Teixeira logró derribar a Adames en el séptimo asalto, lo que resultó ser el factor decisivo en las tarjetas de puntuación. Teixeira sería ascendido a campeón completo después de que Jaime Munguía ascendiera al peso mediano, luego perdería el título en su primera defensa contra Brian Castaño.